# Venturia viennotii
Venturia viennotii är en svampart som beskrevs av M. Morelet 1977. Venturia viennotii ingår i släktet Venturia och familjen Venturiaceae.   Inga underarter finns listade i Catalogue of Life.